# Guaranty Trust Bank
Guaranty Trust Holding Company PLC, également connue sous le nom de GTCO PLC, est un groupe multinational de services financiers proposant des services de banque de détail et d'investissement, de gestion de retraite, de gestion d'actifs et de paiement. Son siège social est situé à Victoria Island, à Lagos, au Nigéria. GTCO Plc a été créée en juillet 2021 à la suite de la réorganisation de Guaranty Trust Bank PLC (ou GTBank) en société holding.

## Histoire
Guaranty Trust Bank Plc a été créée en 1990 en tant que société à responsabilité limitée (SARL), réglementée par la Banque centrale du Nigéria, La banque a débuté ses activités en tant que banque commerciale en 1991. Elle a inauguré son premier siège social le 11 février 1991, à The Plaza, Adeyemo Alakija, Victoria Island, Lagos. En 1992, la banque a ouvert deux succursales à Lagos (Ikeja et Broad Street), ainsi que sa première succursale à Kano, dans l'arrière-pays, et une succursale à Port-Harcourt en 1993.
En septembre 1996, Guaranty Trust Bank plc est devenue une société cotée en bourse et a reçu le Prix du mérite du président de la Bourse du Nigéria. La banque a obtenu une licence bancaire universelle en février 2002 et a été désignée banque de règlement par la Banque centrale du Nigéria (CBN) en 2003. La même année, elle a créé des filiales en Gambie et en Sierra Leone.
Le 26 juillet 2007, GTBank est devenue la toute première banque subsaharienne et la première société par actions nigériane à être cotée à la Bourse de Londres et à la Deutsche Börse. Cette introduction en bourse a permis de lever 750 000 000 USD. La même année, elle a placé avec succès la première émission d'euro-obligations privées du Nigéria sur les marchés financiers internationaux.
L'euro-obligation de 500 000 000 USD de GTBank était la toute première émission d'euro-obligations de référence par une entreprise nigériane et le deuxième programme d'euro-obligations de GTBank en cinq ans
Les dettes à long terme de Guaranty Trust Bank plc sont notées BB- par Standard & Poor's et AA− par Fitch Ratings, soit les notes les plus élevées pour une banque nigériane.
Le 12 mars 2008, GTBank a obtenu une licence bancaire pour le Royaume-Uni auprès de la Financial Services Authority.
Guaranty Trust Bank Limited est partenaire d'Eko Atlantic City, une île nouvellement créée (820 ha) dans l'océan Atlantique, adjacente à l'île Victoria, à Lagos. Elle accueillera le nouveau quartier financier. La construction d'Eko Atlantic City a débuté en 2009 et devait s'achever en 2016.
Pour commémorer le 20e anniversaire de la banque, la Poste nigériane a émis une série de timbres-poste anniversaire de GTBank. C'était la première fois au Nigéria qu'une entreprise était ainsi honorée.
En 2011, la banque est devenue la plus grande banque du Nigéria en termes de capitalisation boursière.
En 2013, la banque a acquis une participation de 70% dans le groupe Fina Bank pour un paiement en espèces de 100 millions de dollars américains Les succursales et filiales de Fina Bank ont été rebaptisées GT Bank peu de temps après.
En mai 2021, GT Bank a annoncé une modification de sa structure d'entreprise, passant à une société holding et scindant ses activités bancaires et autres en filiales. Ce projet de changement a été ratifié par ses actionnaires le 4 décembre 2020, à l'issue d'une assemblée générale ordonnée par le tribunal.